# Coryphaenoides liocephalus
Coryphaenoides liocephalus és una espècie de peix de la família dels macrúrids i de l'ordre dels gadiformes.

## Morfologia
- Els mascles poden assolir 43 cm de llargària total.[5][6]

## Hàbitat
És un peix bentopelàgic i marí d'aigües temperades que viu fins als 3750 m de fondària.

## Distribució geogràfica
Es troba des del Japó fins a la Colúmbia Britànica (Canadà).